# Evropský pohár juniorů ve sportovním lezení 2015
Evropský pohár juniorů ve sportovním lezení 2015 se uskutečnil ve čtyřech zemích. Zahájen byl 9. května v rakouském Dornbirnu prvním závodem Evropského poháru juniorů ve sportovním lezení disciplínou lezení na obtížnost. V této disciplíně se uskutečnily čtyři závody, v lezení na rychlost tři a v boulderingu dva. Poslední závod světového poháru se uskutečnil 22. srpna v rakouském Imst (rychlost). Celkem proběhlo 8 závodů pod patronátem Mezinárodní federace sportovního lezení (IFSC), v tomto roce byly v zdvojené discipíny jen v Edinburghu, 2 závody proběhly v Imstu.
V roce 2015 se v uvedených disciplínách konalo také Mistrovství Evropy juniorů, které se do výsledků Evropského poháru juniorů započítávalo.

## Přehledy závodů

### Češi na EPJ
V lezení na rychlost skončili třetí junior Jan Kříž (jedna stříbrná medaile) a Matěj Burian v kategorii B (jedna zlatá medaile).
Stříbrnou medaili za lezení na obtížnost v kategorii A získal Jakub Konečný, který skončil na 6. místě.

### Kalendář
| Kalendář závodů EPJ 2015 | Kalendář závodů EPJ 2015 | Kalendář závodů EPJ 2015 | Kalendář závodů EPJ 2015 | Kalendář závodů EPJ 2015 | Kalendář závodů EPJ 2015 | Kalendář závodů EPJ 2015 | Kalendář závodů EPJ 2015 | Kalendář závodů EPJ 2015 | Kalendář závodů EPJ 2015 |
| Datum                    | Místo                    | Země                     | Web                      | Počet závodníků          | Počet závodníků          | Počet závodníků          | Počet zemí               | Počet zemí               | Počet zemí               |
| Datum                    | Místo                    | Země                     | Web                      | obtížnost                | rychlost                 | bouldering               | obtížnost                | rychlost                 | bouldering               |
| ------------------------ | ------------------------ | ------------------------ | ------------------------ | ------------------------ | ------------------------ | ------------------------ | ------------------------ | ------------------------ | ------------------------ |
| 9.—10. května            | Dornbirn                 | Rakousko                 | —                        | x                        | —                        | —                        | x                        | —                        | —                        |
| 30.—31. května           | Imst                     | Rakousko                 | —                        | x                        | —                        | —                        | x                        | —                        | —                        |
| 6. června                | Tarnów                   | Polsko                   | —                        | —                        | x                        | —                        | —                        | x                        | —                        |
| 12.-14. června           | Edinburgh                | Spojené království       | —                        | x                        | x                        | —                        | x                        | x                        | —                        |
| 4.—5. července           | Längenfeld               | Rakousko                 | —                        | —                        | —                        | x                        | —                        | —                        | x                        |
| 21.—22. července         | L'Argentière             | Francie                  | —                        | —                        | —                        | x                        | —                        | —                        | x                        |
| 8.—9. srpna              | Mitterdorf               | Rakousko                 | —                        | x                        | —                        | —                        | x                        | —                        | —                        |
| 22. srpna                | Imst                     | Rakousko                 | —                        | —                        | x                        | —                        | —                        | x                        | —                        |
| Celkem                   | 7                        | 4                        | IFSC                     | x                        | x                        | x                        | 4                        | 3                        | 2                        |

### Junioři
| Výsledky EPJ v lezení na obtížnost 2015 (4) junioři | Výsledky EPJ v lezení na obtížnost 2015 (4) junioři | Výsledky EPJ v lezení na obtížnost 2015 (4) junioři | Výsledky EPJ v lezení na obtížnost 2015 (4) junioři | Výsledky EPJ v lezení na obtížnost 2015 (4) junioři | Výsledky EPJ v lezení na obtížnost 2015 (4) junioři | Výsledky EPJ v lezení na obtížnost 2015 (4) junioři | Výsledky EPJ v lezení na obtížnost 2015 (4) junioři |
| Pořadí                                              | Jméno                                               | Země                                                | Body                                                | Mitterdorf                                          | Edinburgh                                           | Imst                                                | Dornbirn                                            |
| --------------------------------------------------- | --------------------------------------------------- | --------------------------------------------------- | --------------------------------------------------- | --------------------------------------------------- | --------------------------------------------------- | --------------------------------------------------- | --------------------------------------------------- |
| 1.                                                  | Georg Parma                                         | Rakousko                                            | 277                                                 | 3. 65                                               | 6. 47                                               | 1. 100                                              | 3. 65                                               |
| 2.                                                  | Bernhard Röck                                       | Rakousko                                            | 252                                                 | 4. 55                                               | 9. 37                                               | 2. 80                                               | 2. 80                                               |
| 3.                                                  | Dimitri Vogt                                        | Švýcarsko                                           | 251                                                 | 5. 51                                               | 2. 80                                               | 16. 20                                              | 1. 100                                              |
|                                                     |                                                     |                                                     |                                                     |                                                     |                                                     |                                                     |                                                     |
| 9.                                                  | Martin Jech                                         | Česko                                               | 115                                                 | 8. 40                                               | 12. 28                                              | 14. 23                                              | 14. 24                                              |
| 30.-31.                                             | Martin Kuhnel                                       | Česko                                               | 20                                                  | 16. 20                                              | —                                                   | —                                                   | —                                                   |
| 48.-49.                                             | Mikuláš Keller                                      | Česko                                               | 6                                                   | —                                                   | —                                                   | 25. 6                                               | 34. 0                                               |
| 48.-49.                                             | Štěpán Volf                                         | Česko                                               | 6                                                   | 25. 6                                               | —                                                   | —                                                   | —                                                   |
| 50.-51.                                             | Denis Pail                                          | Česko                                               | 5                                                   | 28. 3                                               | —                                                   | 28.-29. 2                                           | —                                                   |
| počet finalistů                                     | počet finalistů                                     | počet finalistů                                     | počet finalistů                                     | 11                                                  | 8                                                   | 10                                                  | 11                                                  |
| počet semifinalistů                                 | počet semifinalistů                                 | počet semifinalistů                                 | počet semifinalistů                                 | bez semifinále                                      | 21                                                  | bez semifinále                                      | bez semifinále                                      |
| bodovaných závodníků                                | bodovaných závodníků                                | bodovaných závodníků                                | 53                                                  | 30                                                  | 21                                                  | 30                                                  | 30                                                  |
| celkový počet závodníků                             | celkový počet závodníků                             | celkový počet závodníků                             | —                                                   | 32                                                  | 21                                                  | 31                                                  | 34                                                  |

| Výsledky EPJ v lezení na rychlost 2015 (3) junioři | Výsledky EPJ v lezení na rychlost 2015 (3) junioři | Výsledky EPJ v lezení na rychlost 2015 (3) junioři | Výsledky EPJ v lezení na rychlost 2015 (3) junioři | Výsledky EPJ v lezení na rychlost 2015 (3) junioři | Výsledky EPJ v lezení na rychlost 2015 (3) junioři | Výsledky EPJ v lezení na rychlost 2015 (3) junioři |
| Pořadí                                             | Jméno                                              | Země                                               | Body                                               | Imst                                               | Edinburgh                                          | Tarnów                                             |
| -------------------------------------------------- | -------------------------------------------------- | -------------------------------------------------- | -------------------------------------------------- | -------------------------------------------------- | -------------------------------------------------- | -------------------------------------------------- |
| 1.                                                 | Ludovico Fossali                                   | Itálie                                             | 208                                                | 1. 100                                             | 3. 65                                              | 7. 43                                              |
| 2.                                                 | Pierre Rebreyend                                   | Francie                                            | 198                                                | 4. 55                                              | 7. 43                                              | 1. 100                                             |
| 3.                                                 | Jan Kříž                                           | Česko                                              | 148                                                | 11. 31                                             | 9. 37                                              | 2. 80                                              |
|                                                    |                                                    |                                                    |                                                    |                                                    |                                                    |                                                    |
| —                                                  | —                                                  | Česko                                              | —                                                  | —                                                  | —                                                  | —                                                  |
| počet finalistů                                    | počet finalistů                                    | počet finalistů                                    | počet finalistů                                    | 4                                                  | 4                                                  | 4                                                  |
| počet semifinalistů                                | počet semifinalistů                                | počet semifinalistů                                | počet semifinalistů                                | 8                                                  | 8                                                  | 8                                                  |
| bodovaných závodníků                               | bodovaných závodníků                               | bodovaných závodníků                               | 23                                                 | 12                                                 | 13                                                 | 12                                                 |
| počet závodníků                                    | počet závodníků                                    | počet závodníků                                    | —                                                  | 12                                                 | 13                                                 | 12                                                 |

| Výsledky EPJ v boulderingu 2015 (2) junioři | Výsledky EPJ v boulderingu 2015 (2) junioři | Výsledky EPJ v boulderingu 2015 (2) junioři | Výsledky EPJ v boulderingu 2015 (2) junioři | Výsledky EPJ v boulderingu 2015 (2) junioři | Výsledky EPJ v boulderingu 2015 (2) junioři |
| Pořadí                                      | Jméno                                       | Země                                        | Body                                        | L'Argentière                                | Längenfeld                                  |
| ------------------------------------------- | ------------------------------------------- | ------------------------------------------- | ------------------------------------------- | ------------------------------------------- | ------------------------------------------- |
| 1.                                          | Moritz Hans                                 | Německo                                     | 155                                         | 4. 55                                       | 1. 100                                      |
| 2.                                          | Anze Peharc                                 | Slovinsko                                   | 140                                         | 1. 100                                      | 8. 40                                       |
| 3.                                          | Nicolas Pelorson                            | Francie                                     | 112                                         | 6. 47                                       | 3. 65                                       |
|                                             |                                             |                                             |                                             |                                             |                                             |
| 25.-26.                                     | Martin Kuhnel                               | Česko                                       | 16                                          | 25. 2                                       | 19. 14                                      |
| 0.                                          | Michal Běhounek                             | Česko                                       | 0                                           | —                                           | 33. 0                                       |
| počet finalistů                             | počet finalistů                             | počet finalistů                             | počet finalistů                             | 9                                           | 8                                           |
| počet semifinalistů                         | počet semifinalistů                         | počet semifinalistů                         | počet semifinalistů                         | bez semifinále                              | bez semifinále                              |
| bodovaných závodníků                        | bodovaných závodníků                        | bodovaných závodníků                        | 36                                          | 30                                          | 30                                          |
| počet závodníků                             | počet závodníků                             | počet závodníků                             | —                                           | 34                                          | 32                                          |

### Juniorky
| Výsledky EPJ v lezení na obtížnost 2015 (4) juniorky | Výsledky EPJ v lezení na obtížnost 2015 (4) juniorky | Výsledky EPJ v lezení na obtížnost 2015 (4) juniorky | Výsledky EPJ v lezení na obtížnost 2015 (4) juniorky | Výsledky EPJ v lezení na obtížnost 2015 (4) juniorky | Výsledky EPJ v lezení na obtížnost 2015 (4) juniorky | Výsledky EPJ v lezení na obtížnost 2015 (4) juniorky | Výsledky EPJ v lezení na obtížnost 2015 (4) juniorky |
| Pořadí                                               | Jméno                                                | Země                                                 | Body                                                 | Mitterdorf                                           | Edinburgh                                            | Imst                                                 | Dornbirn                                             |
| ---------------------------------------------------- | ---------------------------------------------------- | ---------------------------------------------------- | ---------------------------------------------------- | ---------------------------------------------------- | ---------------------------------------------------- | ---------------------------------------------------- | ---------------------------------------------------- |
| 1.                                                   | Julia Fiser                                          | Rakousko                                             | 285                                                  | 2. 80                                                | 3. 65                                                | 1. 100                                               | 8. 40                                                |
| 2.                                                   | Anne-Sophie Koller                                   | Švýcarsko                                            | 226                                                  | 4. 55                                                | 8. 40                                                | 5. 51                                                | 2. 80                                                |
| 3.                                                   | Hannah Schubert                                      | Rakousko                                             | 225                                                  | 6. 47                                                | 7. 43                                                | 2. 80                                                | 4. 55                                                |
|                                                      |                                                      |                                                      |                                                      |                                                      |                                                      |                                                      |                                                      |
| 22.                                                  | Veronika Scheuerová                                  | Česko                                                | 45                                                   | 18.-19. 15                                           | 20. 12                                               | 21.-22. 9                                            | 22. 9                                                |
| počet finalistek                                     | počet finalistek                                     | počet finalistek                                     | počet finalistek                                     | 11                                                   | 8                                                    | 10                                                   | 10                                                   |
| počet semifinalistek                                 | počet semifinalistek                                 | počet semifinalistek                                 | počet semifinalistek                                 | bez semifinále                                       | 21                                                   | bez semifinále                                       | bez semifinále                                       |
| bodovaných závodnic                                  | bodovaných závodnic                                  | bodovaných závodnic                                  | 36                                                   | 20                                                   | 21                                                   | 22                                                   | 23                                                   |
| počet závodnic                                       | počet závodnic                                       | počet závodnic                                       | —                                                    | 20                                                   | 21                                                   | 22                                                   | 23                                                   |

| Výsledky EPJ v lezení na rychlost 2015 (3) juniorky | Výsledky EPJ v lezení na rychlost 2015 (3) juniorky | Výsledky EPJ v lezení na rychlost 2015 (3) juniorky | Výsledky EPJ v lezení na rychlost 2015 (3) juniorky | Výsledky EPJ v lezení na rychlost 2015 (3) juniorky | Výsledky EPJ v lezení na rychlost 2015 (3) juniorky | Výsledky EPJ v lezení na rychlost 2015 (3) juniorky |
| Pořadí                                              | Jméno                                               | Země                                                | Body                                                | Imst                                                | Edinburgh                                           | Tarnów                                              |
| --------------------------------------------------- | --------------------------------------------------- | --------------------------------------------------- | --------------------------------------------------- | --------------------------------------------------- | --------------------------------------------------- | --------------------------------------------------- |
| 1.                                                  | Patrycja Chudziak                                   | Polsko                                              | 260                                                 | 2. 80                                               | 1. 100                                              | 2. 80                                               |
| 2.                                                  | Aurelia Sarisson                                    | Francie                                             | 216                                                 | 5. 51                                               | 3. 65                                               | 1. 100                                              |
| 3.                                                  | Victoire Andrier                                    | Francie                                             | 182                                                 | 1. 100                                              | 11. 31                                              | 5. 51                                               |
|                                                     |                                                     |                                                     |                                                     |                                                     |                                                     |                                                     |
| —                                                   | —                                                   | Česko                                               | —                                                   | —                                                   | —                                                   | —                                                   |
| počet finalistek                                    | počet finalistek                                    | počet finalistek                                    | počet finalistek                                    | 4                                                   | 4                                                   | 4                                                   |
| počet semifinalistek                                | počet semifinalistek                                | počet semifinalistek                                | počet semifinalistek                                | 8                                                   | 8                                                   |                                                     |
| bodovaných závodnic                                 | bodovaných závodnic                                 | bodovaných závodnic                                 | 14                                                  | 8                                                   | 8                                                   | —                                                   |
| počet závodnic                                      | počet závodnic                                      | počet závodnic                                      | —                                                   | 8                                                   | 8                                                   | 6                                                   |

| Výsledky EPJ v boulderingu 2015 (2) juniorky | Výsledky EPJ v boulderingu 2015 (2) juniorky | Výsledky EPJ v boulderingu 2015 (2) juniorky | Výsledky EPJ v boulderingu 2015 (2) juniorky | Výsledky EPJ v boulderingu 2015 (2) juniorky | Výsledky EPJ v boulderingu 2015 (2) juniorky |
| Pořadí                                       | Jméno                                        | Země                                         | Body                                         | L'Argentière                                 | Längenfeld                                   |
| -------------------------------------------- | -------------------------------------------- | -------------------------------------------- | -------------------------------------------- | -------------------------------------------- | -------------------------------------------- |
| 1.                                           | Staša Gejo                                   | Srbsko                                       | 200                                          | 1. 100                                       | 1. 100                                       |
| 2.                                           | Jessica Pilz                                 | Rakousko                                     | 160                                          | 2. 80                                        | 2. 80                                        |
| 3.                                           | Chloé Caulier                                | Belgie                                       | 108                                          | 7. 43                                        | 3. 65                                        |
|                                              |                                              |                                              |                                              |                                              |                                              |
| 28.                                          | Klára Halmo                                  | Česko                                        | 9                                            | —                                            | 22. 9                                        |
| 29.                                          | Kateřina Kendiková                           | Česko                                        | 8                                            | —                                            | 23. 8                                        |
| 34.—35.                                      | Terezie Faflíková                            | Česko                                        | 4                                            | —                                            | 27. 4                                        |
| počet finalistek                             | počet finalistek                             | počet finalistek                             | počet finalistek                             | 8                                            | 8                                            |
| počet semifinalistek                         | počet semifinalistek                         | počet semifinalistek                         | počet semifinalistek                         | bez semifinále                               | bez semifinále                               |
| bodovaných závodnic                          | bodovaných závodnic                          | bodovaných závodnic                          | 35                                           | 27                                           | 27                                           |
| počet závodnic                               | počet závodnic                               | počet závodnic                               | —                                            | 27                                           | ?                                            |

### Chlapci kat A
| Výsledky EPJ v lezení na obtížnost 2015 (4) chlapci A | Výsledky EPJ v lezení na obtížnost 2015 (4) chlapci A | Výsledky EPJ v lezení na obtížnost 2015 (4) chlapci A | Výsledky EPJ v lezení na obtížnost 2015 (4) chlapci A | Výsledky EPJ v lezení na obtížnost 2015 (4) chlapci A | Výsledky EPJ v lezení na obtížnost 2015 (4) chlapci A | Výsledky EPJ v lezení na obtížnost 2015 (4) chlapci A | Výsledky EPJ v lezení na obtížnost 2015 (4) chlapci A |
| Pořadí                                                | Jméno                                                 | Země                                                  | Body                                                  | Mitterdorf                                            | Edinburgh                                             | Imst                                                  | Dornbirn                                              |
| ----------------------------------------------------- | ----------------------------------------------------- | ----------------------------------------------------- | ----------------------------------------------------- | ----------------------------------------------------- | ----------------------------------------------------- | ----------------------------------------------------- | ----------------------------------------------------- |
| 1.                                                    | Sascha Lehmann                                        | Švýcarsko                                             | 248                                                   | 3. 65                                                 | 17. 18                                                | 1. 100                                                | 3. 65                                                 |
| 2.                                                    | Giorgio Bendazzoli                                    | Itálie                                                | 218                                                   | 6. 47                                                 | 8. 40                                                 | 11. 31                                                | 1. 100                                                |
| 3.                                                    | Arsène Duval                                          | Francie                                               | 212                                                   | 10. 34                                                | 4. 55                                                 | 2. 80                                                 | 7. 43                                                 |
|                                                       |                                                       |                                                       |                                                       |                                                       |                                                       |                                                       |                                                       |
| 6.                                                    | Jakub Konečný                                         | Česko                                                 | 178                                                   | 2. 80                                                 | 7. 43                                                 | 4. 55                                                 | —                                                     |
| 21.                                                   | Vojtěch Trojan                                        | Česko                                                 | 53                                                    | 26. 5                                                 | 14. 24                                                | 29. 2                                                 | 15. 22                                                |
| 39.-41.                                               | Jan Kendík                                            | Česko                                                 | 11                                                    | 27. 4                                                 | 30. 1                                                 | 35.-36. 0                                             | 24.-26. 6                                             |
| 42.-43.                                               | Vojtěch Vlk                                           | Česko                                                 | 8                                                     | —                                                     | 23. 8                                                 | —                                                     | —                                                     |
| 0.                                                    | Zbyšek Černohous                                      | Česko                                                 | 0                                                     | —                                                     | —                                                     | —                                                     | 34. 0                                                 |
| 0.                                                    | Petr Kliger                                           | Česko                                                 | 0                                                     | 33. 0                                                 | —                                                     | 40. 0                                                 | 41. 0                                                 |
| počet finalistů                                       | počet finalistů                                       | počet finalistů                                       | počet finalistů                                       | 10                                                    | 8                                                     | 10                                                    | 10                                                    |
| počet semifinalistů                                   | počet semifinalistů                                   | počet semifinalistů                                   | počet semifinalistů                                   | bez semifinále                                        | 26                                                    | bez semifinále                                        | bez semifinále                                        |
| bodovaných závodníků                                  | bodovaných závodníků                                  | bodovaných závodníků                                  | 51                                                    | 30                                                    | 30                                                    | 30                                                    | 30                                                    |
| celkový počet závodníků                               | celkový počet závodníků                               | celkový počet závodníků                               | —                                                     | 34                                                    | 31                                                    | 44                                                    | 42                                                    |

| Výsledky EPJ v lezení na rychlost 2015 (3) chlapci A | Výsledky EPJ v lezení na rychlost 2015 (3) chlapci A | Výsledky EPJ v lezení na rychlost 2015 (3) chlapci A | Výsledky EPJ v lezení na rychlost 2015 (3) chlapci A | Výsledky EPJ v lezení na rychlost 2015 (3) chlapci A | Výsledky EPJ v lezení na rychlost 2015 (3) chlapci A | Výsledky EPJ v lezení na rychlost 2015 (3) chlapci A |
| Pořadí                                               | Jméno                                                | Země                                                 | Body                                                 | Imst                                                 | Edinburgh                                            | Tarnów                                               |
| ---------------------------------------------------- | ---------------------------------------------------- | ---------------------------------------------------- | ---------------------------------------------------- | ---------------------------------------------------- | ---------------------------------------------------- | ---------------------------------------------------- |
| 1.                                                   | Kostiantyn Pavlenko                                  | Ukrajina                                             | 245                                                  | 2. 80                                                | 3. 65                                                | 1. 100                                               |
| 2.                                                   | Lev Rudatskiy                                        | Rusko                                                | 200                                                  | 1. 100                                               | 1. 100                                               | —                                                    |
| 3.                                                   | Gian Luca Zodda                                      | Itálie                                               | 186                                                  | 4. 55                                                | 5. 51                                                | 2. 80                                                |
|                                                      |                                                      |                                                      |                                                      |                                                      |                                                      |                                                      |
| 6.                                                   | Pavel Krutil                                         | Česko                                                | 111                                                  | 12. 28                                               | 8. 40                                                | 7. 43                                                |
| 7.                                                   | Adam Smiga                                           | Česko                                                | 97                                                   | 13. 26                                               | 9. 37                                                | 10. 34                                               |
| počet finalistů                                      | počet finalistů                                      | počet finalistů                                      | počet finalistů                                      | 4                                                    | 4                                                    | 4                                                    |
| počet semifinalistů                                  | počet semifinalistů                                  | počet semifinalistů                                  | počet semifinalistů                                  | 8                                                    | 8                                                    | 8                                                    |
| bodovaných závodníků                                 | bodovaných závodníků                                 | bodovaných závodníků                                 | 22                                                   | 15                                                   | 10                                                   | 11                                                   |
| počet závodníků                                      | počet závodníků                                      | počet závodníků                                      | —                                                    | 15                                                   | 10                                                   | 11                                                   |

| Výsledky EPJ v boulderingu 2015 (2) chlapci A | Výsledky EPJ v boulderingu 2015 (2) chlapci A | Výsledky EPJ v boulderingu 2015 (2) chlapci A | Výsledky EPJ v boulderingu 2015 (2) chlapci A | Výsledky EPJ v boulderingu 2015 (2) chlapci A | Výsledky EPJ v boulderingu 2015 (2) chlapci A |
| Pořadí                                        | Jméno                                         | Země                                          | Body                                          | L'Argentière                                  | Längenfeld                                    |
| --------------------------------------------- | --------------------------------------------- | --------------------------------------------- | --------------------------------------------- | --------------------------------------------- | --------------------------------------------- |
| 1.                                            | Baptiste Ometz                                | Švýcarsko                                     | 160                                           | 2. 80                                         | 2. 80                                         |
| 2.                                            | Jan-Luca Posch                                | Rakousko                                      | 137                                           | 9. 37                                         | 1. 100                                        |
| 3.                                            | Aidan Roberts                                 | Spojené království                            | 120                                           | 1. 100                                        | 16. 20                                        |
|                                               |                                               |                                               |                                               |                                               |                                               |
| 22.-23.                                       | Jakub Konečný                                 | Česko                                         | 18                                            | —                                             | 17. 18                                        |
| 32.-33.                                       | Vojtěch Trojan                                | Česko                                         | 5                                             | —                                             | 26. 5                                         |
| 0.                                            | Jan Kendík                                    | Česko                                         | 0                                             | —                                             | 40. 0                                         |
| 0.                                            | Zbyšek Černohous !!                           | 0                                             | —                                             | 42. 0                                         |                                               |
| počet finalistů                               | počet finalistů                               | počet finalistů                               | počet finalistů                               | 8                                             | 8                                             |
| počet semifinalistů                           | počet semifinalistů                           | počet semifinalistů                           | počet semifinalistů                           | bez semifinále                                | bez semifinále                                |
| bodovaných závodníků                          | bodovaných závodníků                          | bodovaných závodníků                          | 38                                            | 30                                            | 30                                            |
| počet závodníků                               | počet závodníků                               | počet závodníků                               | —                                             | 33                                            | 42                                            |

### Dívky kat A
| Výsledky EPJ v lezení na obtížnost 2015 (4) dívky A | Výsledky EPJ v lezení na obtížnost 2015 (4) dívky A | Výsledky EPJ v lezení na obtížnost 2015 (4) dívky A | Výsledky EPJ v lezení na obtížnost 2015 (4) dívky A | Výsledky EPJ v lezení na obtížnost 2015 (4) dívky A | Výsledky EPJ v lezení na obtížnost 2015 (4) dívky A | Výsledky EPJ v lezení na obtížnost 2015 (4) dívky A | Výsledky EPJ v lezení na obtížnost 2015 (4) dívky A |
| Pořadí                                              | Jméno                                               | Země                                                | Body                                                | Mitterdorf                                          | Edinburgh                                           | Imst                                                | Dornbirn                                            |
| --------------------------------------------------- | --------------------------------------------------- | --------------------------------------------------- | --------------------------------------------------- | --------------------------------------------------- | --------------------------------------------------- | --------------------------------------------------- | --------------------------------------------------- |
| 1.                                                  | Janja Garnbret                                      | Slovinsko                                           | 400                                                 | 1. 100                                              | 1. 100                                              | 1. 100                                              | 1. 100                                              |
| 2.                                                  | Asja Gollo                                          | Itálie                                              | 238                                                 | 3. 65                                               | 3. 65                                               | 3. 65                                               | 7. 43                                               |
| 3.                                                  | Laura Stöckler                                      | Rakousko                                            | 225                                                 | 6. 47                                               |                                                     | 2. 80                                               | 6. 47                                               |
|                                                     |                                                     |                                                     |                                                     |                                                     |                                                     |                                                     |                                                     |
| 23.                                                 | Veronika Šimková                                    | Česko                                               | 29                                                  | 20. 12                                              | —                                                   | —                                                   | 17.-18. 17                                          |
| 25.                                                 | Eliška Vlčková                                      | Česko                                               | 26                                                  | —                                                   | —                                                   | 15.-16. 21                                          | 26. 5                                               |
| 0.                                                  | Michaela Matúšová                                   | Česko                                               | 0                                                   | —                                                   | —                                                   | 33. 0                                               | 33.-34. 0                                           |
| 0.                                                  | Anna Šulcová                                        | Česko                                               | 0                                                   | —                                                   | —                                                   | 34. 0                                               | 33.-34. 0                                           |
| počet finalistek                                    | počet finalistek                                    | počet finalistek                                    | počet finalistek                                    | 10                                                  | 8                                                   | 10                                                  | 10                                                  |
| počet semifinalistek                                | počet semifinalistek                                | počet semifinalistek                                | počet semifinalistek                                | bez semifinále                                      | 26                                                  | bez semifinále                                      | bez semifinále                                      |
| bodovaných závodnic                                 | bodovaných závodnic                                 | bodovaných závodnic                                 | 44                                                  | 27                                                  | 30                                                  | 30                                                  | 30                                                  |
| počet závodnic                                      | počet závodnic                                      | počet závodnic                                      | —                                                   | 27                                                  | 30                                                  | 36                                                  | 34                                                  |

| Výsledky EPJ v lezení na rychlost 2015 (3) dívky A | Výsledky EPJ v lezení na rychlost 2015 (3) dívky A | Výsledky EPJ v lezení na rychlost 2015 (3) dívky A | Výsledky EPJ v lezení na rychlost 2015 (3) dívky A | Výsledky EPJ v lezení na rychlost 2015 (3) dívky A | Výsledky EPJ v lezení na rychlost 2015 (3) dívky A | Výsledky EPJ v lezení na rychlost 2015 (3) dívky A |
| Pořadí                                             | Jméno                                              | Země                                               | Body                                               | Imst                                               | Edinburgh                                          | Tarnów                                             |
| -------------------------------------------------- | -------------------------------------------------- | -------------------------------------------------- | -------------------------------------------------- | -------------------------------------------------- | -------------------------------------------------- | -------------------------------------------------- |
| 1.                                                 | Elma Fleuret                                       | Francie                                            | 198                                                | 7. 43                                              | 4. 55                                              | 1. 100                                             |
| 2.                                                 | Oleksandra Volkova                                 | Ukrajina                                           | 163                                                | 8. 40                                              | 7. 43                                              | 2. 80                                              |
| 3.                                                 | Elizaveta Ivanova                                  | Rusko                                              | 160                                                | 2. 80                                              | 2. 80                                              | —                                                  |
|                                                    |                                                    |                                                    |                                                    |                                                    |                                                    |                                                    |
| —                                                  | —                                                  | Česko                                              | —                                                  | —                                                  | —                                                  | —                                                  |
| počet finalistek                                   | počet finalistek                                   | počet finalistek                                   | počet finalistek                                   | 4                                                  | 4                                                  | 4                                                  |
| počet semifinalistek                               | počet semifinalistek                               | počet semifinalistek                               | počet semifinalistek                               | 8                                                  | 8                                                  | —                                                  |
| bodovaných závodnic                                | bodovaných závodnic                                | bodovaných závodnic                                | 13                                                 | 9                                                  | 12                                                 | 6                                                  |
| počet závodnic                                     | počet závodnic                                     | počet závodnic                                     | —                                                  | 9                                                  | 12                                                 | 6                                                  |

| Výsledky EPJ v boulderingu 2015 (2) dívky A | Výsledky EPJ v boulderingu 2015 (2) dívky A | Výsledky EPJ v boulderingu 2015 (2) dívky A | Výsledky EPJ v boulderingu 2015 (2) dívky A | Výsledky EPJ v boulderingu 2015 (2) dívky A | Výsledky EPJ v boulderingu 2015 (2) dívky A |
| Pořadí                                      | Jméno                                       | Země                                        | Body                                        | L'Argentière                                | Längenfeld                                  |
| ------------------------------------------- | ------------------------------------------- | ------------------------------------------- | ------------------------------------------- | ------------------------------------------- | ------------------------------------------- |
| 1.                                          | Franziska Sterrer                           | Rakousko                                    | 160                                         | 2. 80                                       | 2. 80                                       |
| 2.                                          | Tjasa Slemensek                             | Slovinsko                                   | 155                                         | 4. 55                                       | 1. 100                                      |
| 3.                                          | Johanna Färber                              | Rakousko                                    | 112                                         | 6. 47                                       | 3. 65                                       |
|                                             |                                             |                                             |                                             |                                             |                                             |
| 17.                                         | Kateřina Zachrdlová                         | Česko                                       | 34                                          | —                                           | 10. 34                                      |
| 37.-38.                                     | Michaela Matúšová                           | Česko                                       | 4                                           | —                                           | 27. 4                                       |
| počet finalistek                            | počet finalistek                            | počet finalistek                            | počet finalistek                            | 8                                           | 8                                           |
| počet semifinalistek                        | počet semifinalistek                        | počet semifinalistek                        | počet semifinalistek                        | bez semifinále                              | bez semifinále                              |
| bodovaných závodnic                         | bodovaných závodnic                         | bodovaných závodnic                         | 41                                          | 29                                          | 29                                          |
| počet závodnic                              | počet závodnic                              | počet závodnic                              | —                                           | 29                                          | 29                                          |

### Chlapci kat B
| Výsledky EPJ v lezení na obtížnost 2015 (4) chlapci B | Výsledky EPJ v lezení na obtížnost 2015 (4) chlapci B | Výsledky EPJ v lezení na obtížnost 2015 (4) chlapci B | Výsledky EPJ v lezení na obtížnost 2015 (4) chlapci B | Výsledky EPJ v lezení na obtížnost 2015 (4) chlapci B | Výsledky EPJ v lezení na obtížnost 2015 (4) chlapci B | Výsledky EPJ v lezení na obtížnost 2015 (4) chlapci B | Výsledky EPJ v lezení na obtížnost 2015 (4) chlapci B |
| Pořadí                                                | Jméno                                                 | Země                                                  | Body                                                  | Mitterdorf                                            | Edinburgh                                             | Imst                                                  | Dornbirn                                              |
| ----------------------------------------------------- | ----------------------------------------------------- | ----------------------------------------------------- | ----------------------------------------------------- | ----------------------------------------------------- | ----------------------------------------------------- | ----------------------------------------------------- | ----------------------------------------------------- |
| 1.                                                    | Mikel Asier Linacisoro Molina                         | Španělsko                                             | 316                                                   | 5. 51                                                 | 1. 100                                                | 1. 100                                                | 3. 65                                                 |
| 2.                                                    | Harold Peeters                                        | Belgie                                                | 275                                                   | 1. 100                                                | 8. 40                                                 | 4. 55                                                 | 2. 80                                                 |
| 3.                                                    | Filip Schenk                                          | Itálie                                                | 262                                                   | 2. 80                                                 | 6. 47                                                 | 2. 80                                                 | 4. 55                                                 |
|                                                       |                                                       |                                                       |                                                       |                                                       |                                                       |                                                       |                                                       |
| 0.                                                    | Aleš Maršík                                           | Česko                                                 | 0                                                     | 31. 0                                                 | —                                                     | 35. 0                                                 | 37. 0                                                 |
| 0.                                                    | Radim Hejdušek                                        | Česko                                                 | 0                                                     | 34. 0                                                 | —                                                     | —                                                     | —                                                     |
| počet finalistů                                       | počet finalistů                                       | počet finalistů                                       | počet finalistů                                       | 10                                                    | 8                                                     | 10                                                    | 10                                                    |
| počet semifinalistů                                   | počet semifinalistů                                   | počet semifinalistů                                   | počet semifinalistů                                   | bez semifinále                                        | 26                                                    | bez semifinále                                        | bez semifinále                                        |
| bodovaných závodníků                                  | bodovaných závodníků                                  | bodovaných závodníků                                  | 46                                                    | 30                                                    | 30                                                    | 30                                                    | 30                                                    |
| celkový počet závodníků                               | celkový počet závodníků                               | celkový počet závodníků                               | —                                                     | 35                                                    | 33                                                    | 44                                                    | 38                                                    |

| Výsledky EPJ v lezení na rychlost 2015 (3) chlapci B | Výsledky EPJ v lezení na rychlost 2015 (3) chlapci B | Výsledky EPJ v lezení na rychlost 2015 (3) chlapci B | Výsledky EPJ v lezení na rychlost 2015 (3) chlapci B | Výsledky EPJ v lezení na rychlost 2015 (3) chlapci B | Výsledky EPJ v lezení na rychlost 2015 (3) chlapci B | Výsledky EPJ v lezení na rychlost 2015 (3) chlapci B |
| Pořadí                                               | Jméno                                                | Země                                                 | Body                                                 | Imst                                                 | Edinburgh                                            | Tarnów                                               |
| ---------------------------------------------------- | ---------------------------------------------------- | ---------------------------------------------------- | ---------------------------------------------------- | ---------------------------------------------------- | ---------------------------------------------------- | ---------------------------------------------------- |
| 1.                                                   | Cristian Dorigatti                                   | Itálie                                               | 240                                                  | 1. 100                                               | 8. 40                                                | 1. 100                                               |
| 2.                                                   | Gabriele Randi                                       | Itálie                                               | 211                                                  | 2. 80                                                | 5. 51                                                | 2. 80                                                |
| 3.                                                   | Matěj Burian                                         | Česko                                                | 183                                                  | 8. 40                                                | 1. 100                                               | 7. 43                                                |
|                                                      |                                                      |                                                      |                                                      |                                                      |                                                      |                                                      |
| —                                                    | —                                                    | Česko                                                | —                                                    | —                                                    | —                                                    | —                                                    |
| počet finalistů                                      | počet finalistů                                      | počet finalistů                                      | počet finalistů                                      | 4                                                    | 4                                                    | 4                                                    |
| počet semifinalistů                                  | počet semifinalistů                                  | počet semifinalistů                                  | počet semifinalistů                                  | 8                                                    | 8                                                    | 8                                                    |
| bodovaných závodníků                                 | bodovaných závodníků                                 | bodovaných závodníků                                 | 24                                                   | 13                                                   | 10                                                   | 13                                                   |
| počet závodníků                                      | počet závodníků                                      | počet závodníků                                      | —                                                    | 13                                                   | 10                                                   | 13                                                   |

| Výsledky EPJ v boulderingu 2015 (2) chlapci B | Výsledky EPJ v boulderingu 2015 (2) chlapci B | Výsledky EPJ v boulderingu 2015 (2) chlapci B | Výsledky EPJ v boulderingu 2015 (2) chlapci B | Výsledky EPJ v boulderingu 2015 (2) chlapci B | Výsledky EPJ v boulderingu 2015 (2) chlapci B |
| Pořadí                                        | Jméno                                         | Země                                          | Body                                          | L'Argentière                                  | Längenfeld                                    |
| --------------------------------------------- | --------------------------------------------- | --------------------------------------------- | --------------------------------------------- | --------------------------------------------- | --------------------------------------------- |
| 1.                                            | Petar Ivanov                                  | Bulharsko                                     | 180                                           | 1. 100                                        | 2. 80                                         |
| 2.                                            | Pietro Biagini                                | Itálie                                        | 151                                           | 5. 51                                         | 1. 100                                        |
| 3.                                            | Filip Schenk                                  | Itálie                                        | 145                                           | 2. 80                                         | 3. 65                                         |
|                                               |                                               |                                               |                                               |                                               |                                               |
| 30.                                           | Štěpán Pochman                                | Česko                                         | 9                                             | —                                             | 22. 9                                         |
| 0.                                            | Jakub Skočdopole                              | Česko                                         | —                                             | 32. 0                                         | —                                             |
| 0.                                            | Jiří Churavý                                  | Česko                                         | —                                             | 33. 0                                         | —                                             |
| počet finalistů                               | počet finalistů                               | počet finalistů                               | počet finalistů                               | 8                                             | 8                                             |
| počet semifinalistů                           | počet semifinalistů                           | počet semifinalistů                           | počet semifinalistů                           | bez semifinále                                | bez semifinále                                |
| bodovaných závodníků                          | bodovaných závodníků                          | bodovaných závodníků                          | 38                                            | 27                                            | 30                                            |
| počet závodníků                               | počet závodníků                               | počet závodníků                               | —                                             | 27                                            | 33                                            |

### Dívky kat B
| Výsledky EPJ v lezení na obtížnost 2015 (4) dívky B | Výsledky EPJ v lezení na obtížnost 2015 (4) dívky B | Výsledky EPJ v lezení na obtížnost 2015 (4) dívky B | Výsledky EPJ v lezení na obtížnost 2015 (4) dívky B | Výsledky EPJ v lezení na obtížnost 2015 (4) dívky B | Výsledky EPJ v lezení na obtížnost 2015 (4) dívky B | Výsledky EPJ v lezení na obtížnost 2015 (4) dívky B | Výsledky EPJ v lezení na obtížnost 2015 (4) dívky B |
| Pořadí                                              | Jméno                                               | Země                                                | Body                                                | Mitterdorf                                          | Edinburgh                                           | Imst                                                | Dornbirn                                            |
| --------------------------------------------------- | --------------------------------------------------- | --------------------------------------------------- | --------------------------------------------------- | --------------------------------------------------- | --------------------------------------------------- | --------------------------------------------------- | --------------------------------------------------- |
| 1.                                                  | Eva Maria Hammelmüller                              | Rakousko                                            | 280                                                 | 2. 80                                               | —                                                   | 1. 100                                              | 1. 100                                              |
| 2.                                                  | Mia Krampl                                          | Slovinsko                                           | 267                                                 | 6. 47                                               | 1. 100                                              | 3. 65                                               | 4. 55                                               |
| 3.                                                  | Sandra Lettner                                      | Rakousko                                            | 265                                                 | 3. 65                                               | 8. 40                                               | 2. 80                                               | 2. 80                                               |
|                                                     |                                                     |                                                     |                                                     |                                                     |                                                     |                                                     |                                                     |
| 5.                                                  | Eliška Adamovská                                    | Česko                                               | 181                                                 | 8. 40                                               | 7. 43                                               | 6. 47                                               | 5. 51                                               |
| 25.                                                 | Lenka Slezáková                                     | Česko                                               | 35                                                  | 29. 2                                               | 20. 12                                              | 15.—16. 21                                          | —                                                   |
| 38.                                                 | Sabina Večeřová                                     | Česko                                               | 9                                                   | 22. 9                                               | —                                                   | —                                                   | 34. 0                                               |
| 48.—49.                                             | Tereza Kubátová                                     | Česko                                               | 3                                                   | 30. 1                                               | —                                                   | 28.—30. 2                                           | 31. 0                                               |
| počet finalistek                                    | počet finalistek                                    | počet finalistek                                    | počet finalistek                                    | 10                                                  | 8                                                   | 11                                                  | 11                                                  |
| počet semifinalistek                                | počet semifinalistek                                | počet semifinalistek                                | počet semifinalistek                                | bez semifinále                                      | 26                                                  | bez semifinále                                      | bez semifinále                                      |
| bodovaných závodnic                                 | bodovaných závodnic                                 | bodovaných závodnic                                 | 50                                                  | 30                                                  | 30                                                  | 30                                                  | 30                                                  |
| počet závodnic                                      | počet závodnic                                      | počet závodnic                                      | —                                                   | 41                                                  | 34                                                  | 49                                                  | 46                                                  |

| Výsledky EPJ v lezení na rychlost 2015 (3) dívky B | Výsledky EPJ v lezení na rychlost 2015 (3) dívky B | Výsledky EPJ v lezení na rychlost 2015 (3) dívky B | Výsledky EPJ v lezení na rychlost 2015 (3) dívky B | Výsledky EPJ v lezení na rychlost 2015 (3) dívky B | Výsledky EPJ v lezení na rychlost 2015 (3) dívky B | Výsledky EPJ v lezení na rychlost 2015 (3) dívky B |
| Pořadí                                             | Jméno                                              | Země                                               | Body                                               | Imst                                               | Edinburgh                                          | Tarnów                                             |
| -------------------------------------------------- | -------------------------------------------------- | -------------------------------------------------- | -------------------------------------------------- | -------------------------------------------------- | -------------------------------------------------- | -------------------------------------------------- |
| 1.                                                 | Jennifer Bonnet                                    | Francie                                            | 212                                                | 1. 100                                             | 6. 47                                              | 3. 65                                              |
| 2.                                                 | Natalia Wos                                        | Polsko                                             | 183                                                | 7. 43                                              | 8. 40                                              | 1. 100                                             |
| 3.                                                 | Lucile Saurel                                      | Francie                                            | 171                                                | 8. 40                                              | 5. 51                                              | 2. 80                                              |
|                                                    |                                                    |                                                    |                                                    |                                                    |                                                    |                                                    |
| 8.                                                 | Hana Křížová                                       | Česko                                              | 102                                                | 11. 31                                             | 12. 28                                             |                                                    |
| počet finalistek                                   | počet finalistek                                   | počet finalistek                                   | počet finalistek                                   | 4                                                  | 4                                                  | 4                                                  |
| počet semifinalistek                               | počet semifinalistek                               | počet semifinalistek                               | počet semifinalistek                               | 8                                                  | 8                                                  | 8                                                  |
| bodovaných závodnic                                | bodovaných závodnic                                | bodovaných závodnic                                | 22                                                 | 16                                                 | 12                                                 | 15                                                 |
| počet závodnic                                     | počet závodnic                                     | počet závodnic                                     | —                                                  | 16                                                 | 12                                                 | 15                                                 |

| Výsledky EPJ v boulderingu 2015 (2) dívky B | Výsledky EPJ v boulderingu 2015 (2) dívky B | Výsledky EPJ v boulderingu 2015 (2) dívky B | Výsledky EPJ v boulderingu 2015 (2) dívky B | Výsledky EPJ v boulderingu 2015 (2) dívky B | Výsledky EPJ v boulderingu 2015 (2) dívky B |
| Pořadí                                      | Jméno                                       | Země                                        | Body                                        | L'Argentière                                | Längenfeld                                  |
| ------------------------------------------- | ------------------------------------------- | ------------------------------------------- | ------------------------------------------- | ------------------------------------------- | ------------------------------------------- |
| 1.                                          | Giorgia Tesio                               | Itálie                                      | 200                                         | 1. 100                                      | 1. 100                                      |
| 2.                                          | Elena Krasovskaia                           | Rusko                                       | 160                                         | 2. 80                                       | 2. 80                                       |
| 3.                                          | Pyrene Santal                               | Francie                                     | 120                                         | 3. 65                                       | 4. 55                                       |
|                                             |                                             |                                             |                                             |                                             |                                             |
| 39.-40.                                     | Natálie Tuzová                              | Česko                                       | 1                                           | —                                           | 30. 1                                       |
| počet finalistek                            | počet finalistek                            | počet finalistek                            | počet finalistek                            | 8                                           | 8                                           |
| počet semifinalistek                        | počet semifinalistek                        | počet semifinalistek                        | počet semifinalistek                        | bez semifinále                              | bez semifinále                              |
| bodovaných závodnic                         | bodovaných závodnic                         | bodovaných závodnic                         | 40                                          | 30                                          | 30                                          |
| počet závodnic                              | počet závodnic                              | počet závodnic                              | —                                           | 30                                          | 34                                          |

### Čeští medailisté v jednotlivých závodech EPJ 2015
| Datum a Místo        | Disciplína | Kategorie | Lezec/lezkyně | Zlato         | Stříbro          | Bronz |
| -------------------- | ---------- | --------- | ------------- | ------------- | ---------------- | ----- |
| 6.6.2015 Imst        | Rychlost   | junioři   | Jan Kříž      |               | Stříbrná medaile |       |
| 12.6.2015 Edinburgh  | Rychlost   | kat. B    | Matěj Burian  | Zlatá medaile |                  |       |
| 8.8. 2015 Mitterdorf | Obtížnost  | kat A.    | Jakub Konečný |               | Stříbrná medaile |       |

### Medaile podle zemí
- doplnit tabulku

### Vítězové podle zemí
- doplnit tabulku

### Videozáznamy z EPJ 2015
| Místo        | Pozvánka | Obtížnost | Obtížnost  | Rychlost | Rychlost   | Bouldering | Bouldering | Jiné |
| Místo        | Pozvánka | finále    | semifinále | finále   | semifinále | finále     | semifinále | Jiné |
| ------------ | -------- | --------- | ---------- | -------- | ---------- | ---------- | ---------- | ---- |
| Dornbirn     | x        | x         | x          | —        | —          | —          | —          |      |
| Imst         | x        | x         | x          | —        | —          | —          | —          |      |
| Tarnów       | x        | —         | —          | x        | x          | —          | —          |      |
| Edinburgh    | x        | x         | x          | x        | x          | —          | —          |      |
| Längenfeld   | x        | —         | —          | —        | —          | x          | x          |      |
| L'Argentière | x        | —         | —          | —        | —          | x          | x          |      |
| Mitterdorf   | x        | x         | x          | —        | —          | —          | —          |      |
| Imst         | x        | —         | —          | x        | x          | —          | —          |      |